# Koulétéon
Koulétéon est une localité du département de Dissin, dans la province d’Ioba (région du Sud-Ouest) au Burkina Faso. En 2006, cette localité comptait 1 072 habitants dont 48.9% de femmes.